# Autonómia az Åland-szigeteken
A finnországi Åland-szigetek svéd anyanyelvű lakóinak autonómiája a kisebbségi területi autonómia egyik mintapéldája az Európai Unióban.
A valamikor Svédországhoz tartozó szigeteken mintegy 24–25 000 svéd nemzetiségi él. A finn törvények a hatalomgyakorlási jogok jelentős részét Åland területi önkormányzatához telepítették, különösen olyan kérdésekben, amelyek fontosak a kisebbségi közösség fennmaradása szempontjából.
Az autonómia önkormányzata illetékes a helyi közigazgatási ügyekben (beleértve a rendőrség, a népjólét, az egészségügyi és szociális kérdéseket), a kultúra, a tudomány, a közlekedés, a szállítás, az ipar és a mezőgazdaság, a posta és a tömegtájékoztatás, az erdőgazdálkodás és a természetvédelem kérdéseiben és más ügyekben.
A finn törvények igyekeznek garantálni, hogy ne lehessen megváltoztatni a terület etnikai összetételét. Finn anyanyelvűek csak akkor telepedhetnek le tartósan a szigeteken, ha regionális állampolgárságot szereznek. Ez utóbbit azonban csak az kapja meg, aki beszél svéd nyelven és legalább öt évig él megszakítás nélkül a szigeteken.
A szigeteken hivatalos nyelv a svéd. Bár Finnországhoz tartozik és Finnország hivatalos nyelve a finn, a szigeteken nem kötelező a finn nyelv oktatása. Következésképpen az ålandiak közül sokan nem is beszélnek finnül.
A szigetek lakossága mintegy fél százaléka Finnország lakosságának. Az autonóm területet minden évben megilleti a finn állami költségvetés 0,45%-a, és ezen felül helyben maradnak az állam által a szigeteken beszedett adók és illetékek.